# Amine Talal
Mohamed Amine Talal (arabisch محمد أمين طلال; * 5. Juni 1996 in Casablanca) ist ein marokkanischer Fußballspieler.

## Karriere
Talal begann seine Karriere bei der US Orléans. Zur Saison 2017/18 rückte er in den Kader der fünftklassige Reserve von Orléans auf. Im Oktober 2017 stand er erstmals im Profikader des Zweitligisten. Im November 2017 gab er schließlich gegen Clermont Foot sein Debüt in der Ligue 2. Bis zum Ende der Saison 2017/18 kam er zu drei Zweitligaeinsätzen. In der Saison 2018/19 absolvierte er acht Zweitligaspiele. In der Saison 2019/20 absolvierte er 13 Partien in der Ligue 2, ehe die Saison COVID-bedingt abgebrochen wurde. Da Orléans zum Zeitpunkt des Abbruchs Tabellenletzter war, musste das Team aus der zweiten Liga absteigen. In der Saison 2021/22 absolvierte er anschließend 30 Partien in der drittklassigen National.
Nach weiteren vier Einsätzen zu Beginn der Saison 2021/22 wechselte Talal im September 2021 zum Zweitligisten SC Bastia. Für Bastia kam er bis Saisonende zu 24 Einsätzen in der Ligue 2. In der Saison 2022/23 absolvierte er zehn Spiele, ehe er im Januar 2023 nach Moldau zum Erstligisten Sheriff Tiraspol wechselte. Bis Saisonende kam er für das Team aus Transnistrien zu zehn Einsätzen in der Divizia Națională, mit Sheriff wurde er moldawischer Meister.
In der Saison 2023/24 kam er bis zur Winterpause zu 13 Einsätzen im moldawischen Oberhaus, in denen er achtmal traf. Im Januar 2024 wechselte Talal anschließend nach Russland zu Achmat Grosny. Verletzungsbedingt kam er für die Tschetschenen bis Saisonende aber nicht zum Zug.